# Boudewijn Chabot
Boudewijn Elise Chabot (Makassar, Nederlands-Indië, 26 mei 1941) is een Nederlandse psychiater-psychotherapeut die met name bekendheid kreeg vanwege zijn betrokkenheid in de maatschappelijke discussie omtrent het zelfgekozen levenseinde.

## Jeugd en privéleven
Chabot werd geboren als lid van de familie Chabot en zoon van prof. mr. dr. Hendrik Theodorus Chabot (1910-1970), hoogleraar etnologie en sociologie aan de Universiteit te Djakarta, en Joanna Cornelia Gerarda Maria Kortmann (1910-1994); over zijn vader publiceerde hij samen met zijn jongere broer Jarl in 1996 een biografische schets.  Tijdens de Tweede Wereldoorlog was hij geïnterneerd in het burgerkamp Kampili op Zuid-Celebes. Hij trouwde in 1968; uit dit huwelijk werden 2 kinderen geboren. In 1981 ging het echtpaar uit elkaar.

## Opleiding en werkzame leven
Chabot studeerde geneeskunde aan de Universiteit van Amsterdam met als bijvak wetenschapsfilosofie.
Na zijn artsexamen in 1968 volgde hij de opleiding tot psychiater aan de Erasmus Universiteit met de specialisatie psychiatrische research aan het Maudsley Hospital in Londen. Daarna werkte hij als onderzoeker aan de faculteit psychologie van de UvA, als psychiater voor ouderen bij ggz-instelling De Geestgronden, als consulent voor palliatieve thuiszorg in de regio Brugge en als vrijgevestigd psychiater-psychotherapeut in Retranchement (Zeeuws-Vlaanderen).

## Het 'Chabot-arrest'
In 1993 kwam Chabot landelijk in de publiciteit in verband met hulp bij zelfdoding van een 50-jarige vrouw die niet lichamelijk ziek was. Zij had na de voortijdige dood van haar zoons een mislukte suïcidepoging gedaan met medicijnen en verzocht daarna Chabot om een dodelijk inslaapmiddel opdat zij niet voor een trein hoefde te sterven, maar humaan in bed en omringd door haar dierbaren. Chabot raadpleegde vier psychiaters die verschillend adviseerden en besloot ten slotte haar het dodelijk middel te geven. Direct na haar overlijden meldde Chabot dit aan justitie. Het Openbaar Ministerie legde de zaak voor aan de rechter die Chabot vrijspraak verleende. Het OM ging in hoger beroep. De Hoge Raad oordeelde: ‘wel schuldig, maar geen straf’ want, zo luidde de toelichting in het arrest: De bron van het lijden doet niet af aan de mate waarin het lijden wordt ervaren. Vijf bekende Nederlanders, waaronder Hans Achterhuis en Willem Jan Otten, publiceerden scherpe kritiek op de euthanasie bij geestelijk lijden die Chabot had verleend.

## Onderzoek, promotie en publicaties
Uit bezorgdheid over medicalisering van het sterven startte Chabot een jarenlang onderzoek naar levensbeëindiging in aanwezigheid van familie of vrienden zónder dat een arts hulp geeft: hoe vaak gebeurt het en met welke methode? Dat bleek veel vaker voor te komen dan uit de doodsoorzakenstatistiek van het CBS blijkt. Op dit empirische onderzoek promoveerde hij in 2007 cum laude aan de UvA bij socioloog Abram de Swaan op onderzoek naar ‘zelfeuthanasie’ met dodelijke medicijnen of door bewust versterven. Uit angst voor Justitie gebeurt dat nog vaak in het geheim waardoor het soms niet goed verloopt. Chabot betoogde als eerste dat zelfeuthanasie met dodelijke medicijnen, of bij hoogbejaarden door bewust stoppen met eten en drinken, meer kenmerken gemeen heeft met euthanasie door een arts dan met zelfdoding in eenzaamheid.
In de hierop volgende jaren heeft Chabot diverse publicaties en films gemaakt over zelfeuthanasie.
Met hulp van journalist Stella Braam schreef Chabot het handboek 'Uitweg. Een waardig levenseinde in eigen hand'. Artsenorganisatie KNMG zag hierin redenen om een handreiking te publiceren hoe artsen zorg kunnen verlenen bij ‘bewust versterven’. Chabot zat in de commissie die deze handreiking schreef.
In 2012 introduceerde Chabot heliumgas als legale mogelijkheid voor een zelfgekozen dood in de slaap en in aanwezigheid van familie. KRO Brandpunt maakte hierover in 2013 een uitzending. Chabot gaf in NRC Handelsblad en Trouw kritiek op de praktijk van euthanasie door sommige artsen bij psychiatrische en dementerende patiënten. Daarover sprak Paul Witteman met hem in het tv-programma Buitenhof.
In 2021 waarschuwde psychiater Boudewijn Chabot tegen het gebruik van Middel X om zelf een einde aan het leven te maken.

## Filmografie
- Sterven in eigen regie – Ooggetuigen. Regie: Diego Pos
- De helium methode. Regie: Diego Pos